# Титули китайської знаті
Ти́тули кит́айської зна́ті — важлива риса соціальної структури Стародавнього та Середньовічного Китаю.
Китайська цивілізація існує понад чотири тисячі років історії. Однак зараз можливо досить чітко прочитати історію тільки останніх трьох тисяч років. До XX століття — це монархічна держава, і з плином часу титули й звання в Китаї змінювали свою назву, важливість і значення не один раз. Говорити про будь-яку стрункість у співпідпорядкованості й у відповідності можливо лише з часів династії Чжоу. Але пізніше створювалися нові звання і титули, змінювалася вагомість або скасовувалися зовсім старі. Також з приходом нової династії могли відроджуватися старі титули, що вносило сум'яття в стрункий звід китайської знаті. Додаткову складність становить переклад на європейські мови титулів і звань Китаю. З огляду на те, що в цей час складно однозначно визначити відповідність таких понять як «імператор» — «цар» — «король» без жорсткої прив'язки до певного часового відрізка і місця, то відповідно ще складніше говорити про продовження цього ланцюжка поняттями «ван» — «ді»帝. Наприклад, поняття ван означає монарха в епохи Шан і Чжоу, але починаючи з Хань відповідає поняттю «князь». Ще більшу складність становить кореляція між китайськими та західними поняттями, що виражають аристократичне підпорядкування.

## Епоха Шан-Інь (1600—1027 рр. до н. е.)
В державі Шан-Інь монарх мав титул «ван» (кит. 王), що в даному контексті традиційно перекладається як «цар» або залишається без перекладу. Формування світської рабовласницької аристократії відбувалося з оточення царя: синів, інших родичів, близьких людей, підлеглих. Судячи з кількості титулованої знаті, згаданої у ворожбитських літописах, всього існувало близько двох сотень регіональних володінь, кожне з яких створювалося спеціальним указом вана.
Термін «хоу» (кит. 侯) спочатку означав воєначальника роду (племені), лучника. У період Шан-Інь він став застосовуватися для позначення воєначальників вана, яких вони надсилали для охорони прикордонних територій.
Термін «бо (титул)» (кит. 伯) означав «дядько»; тепер він став «воєначальником», «правителем області». За громадським статусом бо був старше хоу, оскільки був правителем кількох (або навіть багатьох) хоу.
Термін «цзи» (кит. 子) мав значення «син», потім став позначати синів царя. У написах того періоду даний ієрогліф часто вживається в значенні управителя місцевості. Згодом ієрогліф почали застосовувати для позначення аристократичного титулу незалежно від того, чи був його носій сином царя, чи ні.

## Епоха Чжоу
В XI столітті до н. е. держава Шан-Інь була зруйнована, і на її місці утворилося царство Чжоу. Глава нової держави також став іменуватися ваном, вищі сановники нового царства отримали титул ґун (кит. 公), також в число вищої чжоуської аристократії входили й інші титуловані особи — хоу, бо, цзи, нань (кит. 男). Зазвичай це були правителі напівавтономних володінь, які здавна існували, а також ті чжоусці, які отримали свої території безпосередньо від вана. З цих схем може скластися враження, що існувала сувора ієрархія титулів, але насправді струнка система була відсутня, самі титули легко взаємозамінялися.
Поступово число титулованої знаті зростало шляхом роздачі титулів, влада самого вана слабшала, і в підсумку територія Китаю стала являти собою конгломерат державних утворень, які, хоча і визнавали формальний сюзеренітет вана, але фактично були незалежними державами. З втратою влади Ваном наближена до нього аристократія втратила своє колишнє положення. На зміну їй прийшла нова рабовласницька аристократія, яка користувалася своїм земельним фондом без дозволу чжоуського царя. Розуміючи, що володіння землею є основою добробуту, вона починає вести боротьбу за отримання землі. У період Східної Чжоу спадкова рабовласницька знать позбулася своїх родових земельних володінь.
Представників нової земельної аристократії стали називати «дафу» (кит. 大夫), тобто «великими людьми». Вони отримували від правителів князівств поселення і поля, причому землі їм наділялися разом з людьми. Поступово «великі люди» утворили сильні сімейні роди й зосередили у своїх руках величезну владу. Вони спиралися на служивий стан — «ши» (кит. 士).

## Імперія Цинь
У III столітті до н. е. володар царства Цинь — Ін Чжен — захопив всі інші царства й об'єднав під своєю владою весь Китай. Для себе і своїх нащадків він обрав новий титул — «гуанді» (кит. 皇帝), тобто «імператор». Всі колишні аристократичні титули були знищені. Критерієм знатності відтепер стали багатство і державні заслуги.

## Імперія Хань
Оскільки засновник імперії Хань — Лю Бан — в ході своєї боротьби проти циньської імперії спирався на багатьох представників доциньської родової аристократії, то, прийшовши до влади, він відновив два вищих древніх аристократичних титули, знищених Цинь Шихуанді: титули ван і хоу. Ці титули були подаровані соратникам Лю Бана, а також родичам імператорської сім'ї. Введена Лю Баном практика наділення землями титулованої знаті створювала серйозну загрозу єдності імперії. Не довіряючи титулованій знаті й вкрай побоюючись її посилення, Лю Бан знищив майже всіх колишніх соратників, які не належали до імператорської сім'ї.
Наступні імператори продовжили політику ослаблення влади ванів і дроблення їхніх володінь. Сила і міць ванів були остаточно зломлені при Лю Че: в 127 році до н. е. видали декрет про обов'язковий розділ подарованих володінь між усіма спадкоємцями аристократичних сімей, що призвело до їхнього роздроблення і різко зменшило економічну силу цієї знаті.

## Троєцарство
У найсильнішому з утворених після розпаду держави Хань трьох царств — царстві Вей — була введена система з дев'яти титулів: ван, гун, хоу, бо, цзи, нань, сянь-хоу, сян-хоу, гуаньней-хоу.

## Імперія Цзинь
В імперії Цзинь система титулів знаті була досить складною, і складалася з 18 розрядів, вищі шість з яких носили традиційні назви ван, гун, хоу, бо, цзи й нань.

## Епоха південних і північних династій
В епоху Південних і Північних династій багато з короткочасних держав вводили власні системи титулів.

## Імперія Сунь
Засновник імперії Суй встановив дев'ять аристократичних титулів: го-ван, цзюнь-ван, го-гун, цзюнь-гун, сянь-гун, хоу, бо, цзи, нань. Його син залишив тільки ван, гун і хоу, скасувавши всі інші.

## Імперія Тан
За імперії Тан в 637 році був складений перелік аристократії, що включав 293 прізвища й 1654 сім'ї (а після цього періодично уточнювався і поповнювався). Володіння титулом знатності обумовлювалося лише походженням (за винятком ситуації, коли титул надавався імператором члену даного роду вперше).
Всі брати та сини імператора (за винятком спадкоємця престолу) отримували титул «циньван» (亲王). Сини спадкоємця престолу отримували титул «цзюньван» (郡王). Сини циньванів, які мали успадкувати володіння, отримували титул «сиван» (嗣王), решта — за наявності особливої прихильності до них імператора — також могли отримати титул цзюньван, але зазвичай отримували титул «цзюньгун» (郡公). Діти та внуки, що успадковують володіння сиванів і цзюньванів, отримували титули «гогун» (国公).

## Імперія Сун
Система аристократичних титулів часів імперії Сун в цілому відповідала зразкам імперії Тан.

## Імперія Мін

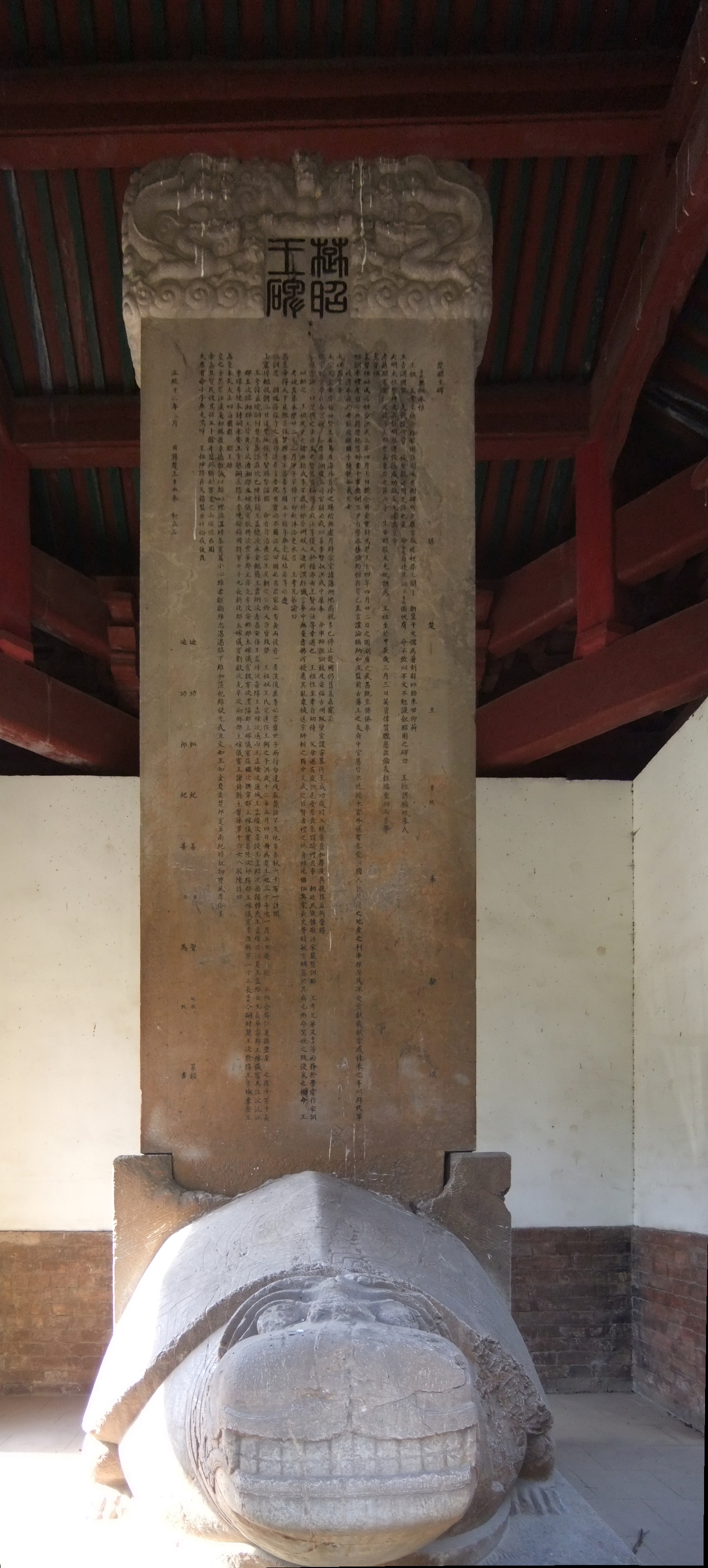
Меморіальна черепаха Чжу Чженя (Чуйського вана Чжао; 1370—1424) в парку Лунцюаньшань під Вуханем

За імперії Мін титули знатності приблизно відповідали танським зразкам.
Зокрема, розселені по різних містах імперії сини імператора Гун'у та їхні прямі спадкоємці за старшою чоловічою лінією носили титул ван. Наприклад, шостий син імператора Чжу Юаньчжана, Чжу Чжень, поселений в Учані, став родоначальником лінії Чуйських ванів.

## Імперія Цин
За імперії Цин побутувала досить складна система титулування, різні титули могли даватися представникам різних національностей. На вершині аристократичної піраміди перебували маньчжури, чотирма вищими титулами (після імператора) були ціньван, цзюньван, «бейле» (кит. 贝勒), «бейцзи» (кит. 贝 子).